# 八木蛛属
八木蛛属（學名：Yaginumanis）是东亚蠅虎科的一個属，由F. R. Wanless於1984年描述。
本屬的學名得名於日本蛛形动物学學家八木沼健夫，他在1967年描述本屬首個物種。

## 物種
截至2019年9月，本屬只有三個物種，見於日本及中华人民共和国，分別如下：
- 陈氏八木蛛 Y. cheni Peng & Li, 2002[2]：只分佈於中华人民共和国廣西，由陈军采於2000年6月28日發現於金秀县圣堂乡[來源請求], 模式标本保存于中国科学院动物研究所[2]；
- 六齿八木蛛 Y. sexdentatus (Yaginuma, 1967)：見於日本；
- Y. wanlessi Zhang & Li, 2005：種小名源於描述本屬的F. R. Wanless[3]。

## 外部連結
- 維基物種上的相關：八木蛛属